# Pinguicula moctezumae
Pinguicula moctezumae este o specie de plante carnivore din genul Pinguicula, familia Lentibulariaceae, ordinul Lamiales, descrisă de S. Zamudio și Amp; R.Z. Ortega. Conform Catalogue of Life specia Pinguicula moctezumae nu are subspecii cunoscute.